# 大沙头机场

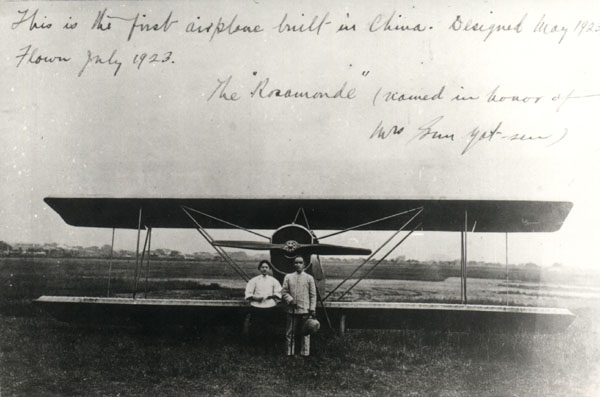
樂士文號（孫中山和宋慶齡）

大沙头机场是一个已消失的机场，原位于广州市现在的大沙头三、四马路一带，是广州八个老机场之一，是广州早期主要的机场，它位于现在的大沙头三、四马路一带，南起沿江東路，北至大沙頭新市場，包括大沙頭北二街一至五巷、東船上街一至四巷、綠蔭路和綠蔭後街一、二巷等，均是大沙头水陆机场的范围。

## 历史
1917年7月，孙中山在广州建立护法政府，1918年，当时的中华民国军政府在广州大沙头修建水陆两用机场水，其中水上飞机场位于大沙头南岸江面，停泊在码头的水上飞机可由码头开到江面，在水上滑行起飞，陆上飞机场则是在大沙头中间的一条东西向的跑道，与大沙头三马路、四马路成直角相交。
民國12年（1923年）3月1日，孫中山從上海返回廣州成立新政權，稱大元帥府，任命楊仙逸為大元帥府航空局局長，兼任新創辦的廣東飛機製造廠廠長。因經費不足，航空局於是利用航空局的紅屋（今沿江東路421號）作為飛機製造廠，自行研製飛機。同年7月，中國自行設計生產的以“樂士文”（Rosamonde，宋慶齡的英文名）命名的第一架軍用飛機，正式試航及命名典禮在大沙頭機場舉行，第一個隨機試飛人是宋慶齡。1930年代末，空军迁往天河机场、广州航空站（今广州白云国际机场）后，大沙头机场被废弃。
1992年，廣州市當局在沿江東路大沙頭碼頭附近興建紀念碑，碑身上方寫著「樂士文號」四個中文字和其飛機模型，下面是碑文。碑文記載著「樂士文一號」的來龍去脈，其中一句稱「此處被稱為中國航空業的搖籃」。

## 外部連結
- 历史照片：大沙头机场（组图）